# Verordnung (EG) Nr. 726/2004
Die Verordnung (EG) Nr. 726/2004 ist eine Verordnung der Europäischen Union, in der das Gemeinschaftsverfahren zur zentralisierten Zulassung und Überwachung von Arzneimitteln in der Europäischen Union geregelt wird. Ferner ist die Verordnung die Rechtsgrundlage für die Errichtung und Arbeit der Europäischen Arzneimittelagentur. Da inzwischen die weit überwiegende Zahl an innovativen Arzneimitteln über das zentralisierte Verfahren zugelassen wird, hat diese Verordnung große Bedeutung für das europäische Arzneimittelrecht. Als EG-Verordnung des Europäischen Parlaments und des Rates  ist sie in allen Mitgliedstaaten der Europäischen Union unmittelbar verbindlich.

## Gliederung
Die Verordnung ist in fünf Titel gegliedert. Titel I enthält  Begriffsbestimmungen, die Titel II und III behandeln die Genehmigung und Überwachung von Humanarzneimitteln beziehungsweise Tierarzneimitteln durch die Europäische Arzneimittelagentur und die Europäische Kommission, Titel IV regelt die Zuständigkeit und Verwaltungsstruktur der Europäischen Arzneimittelagentur und Titel V enthält Schlussbestimmungen. Schließlich enthält die Verordnung noch einen Anhang, in dem explizit die Arten von Arzneimitteln genannt werden, die zwingend durch das zentralisierte Verfahren zugelassen werden müssen; darunter fallen unter anderem biotechnologisch hergestellte Arzneimittel sowie Arzneimittel mit neuen Arzneistoffen, die bei bestimmten Krankheiten, beispielsweise Krebs oder Aids, eingesetzt werden.
In dieser Verordnung ist auch festgelegt, dass bestimmte Informationen zu einer Arzneimittelzulassung anschließend in einem Beurteilungsbericht (European Public Assessment Report EPAR) veröffentlicht werden müssen.

## Geschichte
Die Verordnung (EG) Nr. 726/2004 ersetzt die Verordnung (EWG) Nr. 2309/93 von 1993, in der mit Wirkung ab 1995 zum ersten Mal das zentralisierte Verfahren der Arzneimittelzulassung und die Einrichtung der Europäischen Arzneimittelagentur festgelegt worden waren. Im Rahmen der neuen Verordnung wurde die Anwendbarkeit des zentralisierten Zulassungsverfahrens deutlich ausgeweitet, die Pharmakovigilanz-Verfahren wurden überarbeitet und die Grundlage für eine erhöhte Transparenz der Arbeit der Agentur geschaffen.
Die Verordnung trat im Mai 2004 in Kraft; abweichend davon fanden die Titel I bis III und V erst ab dem 20. November 2005 Anwendung. Seit dem Inkrafttreten wurde die Verordnung bis Juni 2013 viermal geändert, zum einen durch die Verordnung über Kinderarzneimittel (Verordnung (EG) Nr. 1901/2006), zum anderen durch die Verordnung über Arzneimittel für neuartige Therapien (Verordnung (EG) Nr. 1394/2007), und zweimal durch Verordnungen zur Änderung der Verordnung (EG) Nr. 726/2004 (Verordnung (EU) Nr. 1235/2010 des Europäischen Parlaments und des Rates vom 15. Dezember 2010 und Verordnung (EU) Nr. 1027/2012 des Europäischen Parlaments und des Rates vom 25. Oktober 2012).
Mit der Schaffung eines EU-weit neuen Tierarzneimittelrechts zum 28. Januar 2022 (siehe Verordnung (EU) 2019/6 über Tierarzneimittel) wurden der Titel der Verordnung, der ursprünglich „Verordnung (EG) Nr. 726/2004 des Europäischen Parlaments und des Rates vom 31. März 2004 zur Festlegung von Gemeinschaftsverfahren für die Genehmigung und Überwachung von Human- und Tierarzneimitteln und zur Errichtung einer Europäischen Arzneimittel-Agentur“ lautete, neu gefasst und die Inhalte entsprechend angepasst.